# Língua waja
A língua kyak é uma língua adamawa falada no oeste da Nigéria.